# Akysis varius
Akysis varius е вид лъчеперка от семейство Akysidae.

## Разпространение
Видът е разпространен в Камбоджа, Лаос и Тайланд.

## Описание
На дължина достигат до 4 cm.